# Gorje
Gorje est une commune située dans la région de la Haute-Carniole en Slovénie.

## Géographie
La région est située dans les Alpes juliennes non loin du parc national du Triglav et du lac de Bled. À proximité se trouve également la gorge de Vintgar.

### Villages
Les villages qui composent la commune sont Grabče, Krnica, Mevkuž, Perniki, Podhom, Poljšica pri Gorjah, Radovna, Spodnje Gorje, Spodnje Laze, Višelnica, Zgornje Gorje et Zgornje Laze.

## Démographie
La population de la commune, dont les chiffres ne sont disponibles que depuis 2007, est proche de 3 000 habitants. En effet, avant cette année, la zone faisait partie de la commune de Bled. La population est restée stable sur la période 2007 - 2021 avec des valeurs aux alentours de 3 000 habitants,.
Évolution démographique
| 2007  | 2008  | 2009  | 2010  | 2011  | 2012  | 2013  | 2014  | 2015  |
| ----- | ----- | ----- | ----- | ----- | ----- | ----- | ----- | ----- |
| 2 893 | 2 908 | 2 904 | 2 909 | 2 935 | 2 908 | 2 874 | 2 846 | 2 815 |
| 2016  | 2017  | 2018  | 2019  | 2020  | 2021  |       |       |       |
| 2 822 | 2 816 | 2 792 | 2 762 | 2 728 | 2 769 |       |       |       |